# Скоглунд, Леннарт
Карл Леннарт «Накка» Скоглунд (швед. Karl Lennart «Nacka» Skoglund; 24 декабря 1929, Стокгольм — 8 июля 1975, Стокгольм) — шведский футболист, один из лучших футболистов Швеции всех времён. Серебряный и бронзовый призёр чемпионатов мира в составе сборной Швеции. Своим прозвищем «Накка» обязан старшему брату, который тоже был футболистом и играл за детский клуб «Накка», по другим данным его прозвище обязано отцу, который некоторое время работал садовником в одноимённом районе Стокгольма.

## Биография
Карл Леннарт Скоглунд родился 24 декабря 1929 года в Стокгольме, он жил, вместе с семьей, а у Скоглунда было, помимо родителей, ещё два брата, на улице Катарина Бангата, в доме под номером 42. Учился Леннарт, как и его братья, в школе Южной Катарины.
Скоглунд начал свою карьеру в молодёжном составе клуба «Счернан», откуда, транзитом через клуб «Спорт-Хам» перешёл в «Хаммарбю», в котором выступал с 1944 по 1949 годы.
Осенью 1949 года Скоглунд был продан в клуб АИК, из-за тяжелого финансового положения «Хаммарбю», к тому же клуб сразу дал юному игроку чек на 1000 крон, что было очень крупной суммой в то время, Скоглунд купил на них костюм и пальто для матери. За АИК Скоглунд провёл совсем мало матчей, но с командой он смог 23 мая выиграть Кубок Швеции, в финале которого клуб Скоглунда победил «Хельсинборг» со счётом 3:2.
В 1950 году Скоглунд дебютировал в национальной сборной Швеции, а затем поехал в её составе на чемпионат мира, проходивший в Бразилии, на котором шведы стали третьими, а Скоглунд за манеру бега и светлые волосы получил прозвище «Шатающийся початок кукурузы». Любопытно, что состав шведской сборной в те годы составляли из игроков, выбранных технической комиссией и журналистами, а Скоглунд попал на «мундиаль» будучи выбранным по второму варианту состава. Ещё более удивительным было то, что Скоглунд, ставший одним из лучших игроков турнира, играл с высокой температурой, в частности, после матча с Парагваем, он несколько дней провалялся в лихорадке.
После чемпионата мира Скоглунда купил итальянский клуб «Интер» из Милана, вскоре после прихода в «Интер», Скоглунд стал одним из лидеров клуба, которому помог выиграть два «скудетто» в 1953 и 1954 годах, сыграв за итальянский гранд 246 матчей и забив 57 голов.

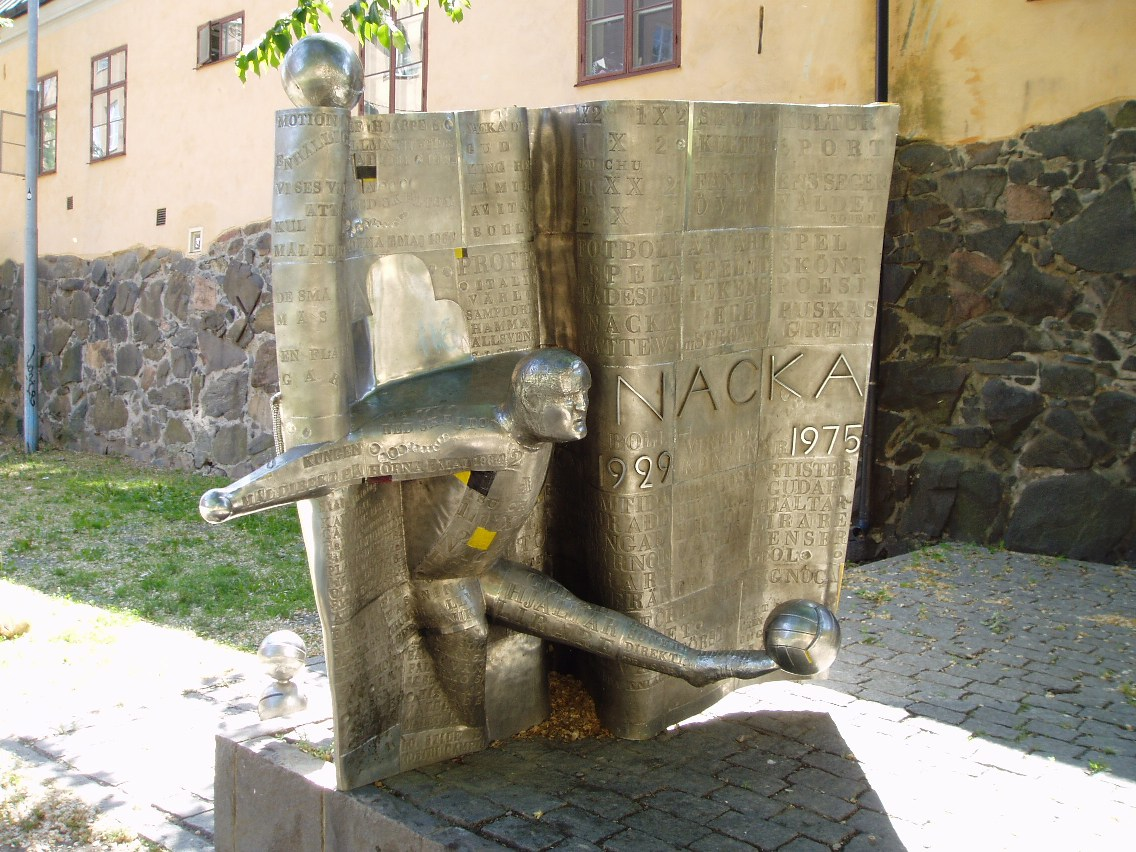
Корнер Накки

На чемпионат мира 1954 года Скоглунд, игравший за границей, не мог поехать из-за шведских законов, запрещающих играть в национальной команде футболистам, выступающим вне пределов родины. Но к домашнему чемпионату мира в 1958 году закон был изменён, и Скоглунд был взят в «обойму» футболистов, поехавших на чемпионат. Леннарт повёл на том чемпионате все матчи, а в полуфинале с Германией забил свой первый и единственный мяч за сборную, а Швеция выиграла 3:1, выйдя в финал, в котором проиграла сборной Бразилии.
После 13-ти лет, проведённых в Италии, где Скоглунд, помимо «Интера» играл за «Сампдорию» и «Палермо», Скоглунд вернулся в Швецию, в свой бывший клуб «Хаммарбю». Завершил карьеру Скоглунд в клубе «Керрторп».
В 1975 году Скоглунд, который не смог найти себя в постфутбольной жизни, покончил с собой, хотя официально объявили, что игрок скончался от инфаркта. Он жил одиноко и замкнуто, начал пить, даже лечился от алкоголизма, был разведён с женой Никкией и имел троих детей — Георга и Эвента, которые тоже стали футболистами и даже играли за «Милан» и «Интер» соответственно, третий же сын Петер с футболом связан не был.
В 1984 году в честь Скоглунда, рядом с домом, в котором он родился, был воздвигнут памятник, который назвали «Корнер Накки». Каждое 24 декабря, ровно в 12:00, около него собираются сотни людей, в основном поклонника «Хаммарбю», чтобы почтить память футболиста, в этот же день Швеция празднует Рождество. Название памятника «Корнер Накки», которым в 2001 году решением городского совета было официально названа площадь, где находится памятник, связано с тем, что по возвращении из Италии, Скоглунд забил за «Хаммарбю» свой первый гол прямым ударом с углового.

## Достижения
- Обладатель Кубка Швеции: 1949
- Чемпион Италии: 1953, 1954

## Статистика

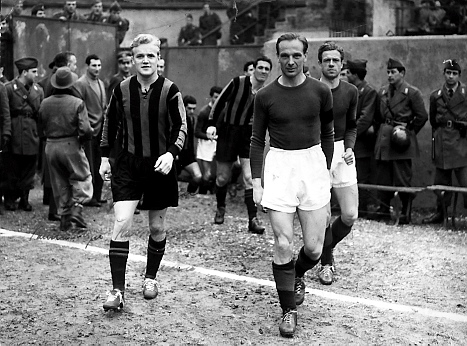
Скоглунд слева

| Сезон   | Клуб           | Лига        | Чемпионат | Чемпионат | Кубок | Кубок | Еврокубки | Еврокубки |
| Сезон   | Клуб           | Лига        | Игры      | Голы      | Игры  | Голы  | Игры      | Голы      |
| ------- | -------------- | ----------- | --------- | --------- | ----- | ----- | --------- | --------- |
| 1946/47 | Хаммарбю       | Аллсвенскан | ?         | ?         | ?     | ?     | ?         | ?         |
| 1947/48 | Хаммарбю       | Аллсвенскан | ?         | ?         | ?     | ?     | ?         | ?         |
| 1948/49 | Хаммарбю       | Аллсвенскан | ?         | ?         | ?     | ?     | ?         | ?         |
| 1949/50 | АИК            | Аллсвенскан | 5         | 2         | ?     | ?     | ?         | ?         |
| 1950/51 | Интернационале | Серия А     | 29        | 12        | 0     | 0     | 0         | 0         |
| 1951/52 | Интернационале | Серия А     | 26        | 5         | 0     | 0     | 0         | 0         |
| 1952/53 | Интернационале | Серия А     | 30        | 6         | 0     | 0     | 0         | 0         |
| 1953/54 | Интернационале | Серия А     | 27        | 10        | 0     | 0     | 0         | 0         |
| 1954/55 | Интернационале | Серия А     | 30        | 4         | 0     | 0     | 0         | 0         |
| 1955/56 | Интернационале | Серия А     | 31        | 10        | 0     | 0     | 0         | 0         |
| 1956/57 | Интернационале | Серия А     | 31        | 3         | 0     | 0     | 3         | 2         |
| 1957/58 | Интернационале | Серия А     | 22        | 2         | 0     | 0     | 0         | 0         |
| 1958/59 | Интернационале | Серия А     | 16        | 3         | 1     | 0     | 1         | 0         |
| 1959/60 | Сампдория      | Серия А     | 32        | 7         | ?     | ?     | ?         | ?         |
| 1960/61 | Сампдория      | Серия А     | 24        | 6         | ?     | ?     | ?         | ?         |
| 1961/62 | Сампдория      | Серия А     | 22        | 2         | ?     | ?     | ?         | ?         |
| 1962/63 | Палермо        | Серия А     | 6         | 0         | ?     | ?     | ?         | ?         |
| 1964    | Хаммарбю       | Аллсвенскан | 18        | 6         | ?     | ?     | ?         | ?         |
| 1965    | Хаммарбю       | Аллсвенскан | 12        | 0         | ?     | ?     | ?         | ?         |
| 1966    | Хаммарбю       | Аллсвенскан | 11        | 3         | ?     | ?     | ?         | ?         |
| 1967    | Хаммарбю       | Аллсвенскан | 12        | 0         | ?     | ?     | ?         | ?         |
| 1968    | Керторрп       | Аллсвенскан | ?         | ?         | ?     | ?     | ?         | ?         |